# セントラルアーム
セントラルアームは、BMW・Z1のために開発された、BMW初のマルチリンク式サスペンションであるといわれている。その後、3シリーズ(E36・E46・E83<X3>）やBMWZ4（E85・E86・E89）などに採用された。正式名称は、「セントラルアーム式・リアアクスル」であり、BMW独自の後輪用のサスペンションを構成している。

## 解説
構造は、一種の「マルチリンク式サスペンション（4リンク）」であるが、サイドシルの後端につながった頑強なコントロールアーム、ならびにデフの横につながった長いセントラルアームによって、ストロークが長く取れ、理想に近いジオメトリーが取れるのが特徴である。また、デフの両脇には、アッパーラテラルリンク（その位置には樽型のコイルスプリングがある）とロアラテラルリンクが左右一対に備わっており、合計4リンクとして後輪の車重を支持している。もともとは、BMW3シリーズのE30の頃まで踏襲され続けてきた従来の後輪用セミトレーリングアーム式サスペンションを基本として、より進化・発展させた構造である。しかし、当初はBMW Z1のために開発されたサスペンションではあるものの、その一方ではセミトレーリングアーム式サスペンションの限界、すなわち後輪駆動車(FR)で急発進および急加速をさせるとリアが沈み、車が上を向くといった症状を改善する目的で開発された経緯がある。従って、この「セントラルアーム式」が開発されて、E36以降のBMW 3シリーズなどに採用されてからは、このような症状がほとんど見られなくなったことなどから、走行安定性がさらに向上したものと考えられる。以上のような経緯から、BMWのみならず、他社メーカーもセミトレーリングアーム式サスペンションをより進化・発展させた形で、その後の主流となるマルチリンク式サスペンションやダブルウィッシュボーン式サスペンションのような最新式のサスペンションを研究・開発してきた。
この「セントラルアーム式」から、E39以降のBMW5シリーズおよびE90以降の3シリーズ、初代1シリーズなどにも採用されている、新世代の「インテグラルアーム式（5リンク）」へとさらなる進化・発展を遂げていったのである（これに関する詳細なる説明は、BMW・1シリーズの項を参照）。しかしながら、初代BMW X3や初代および2代目BMW Z4のリアサスペンションに関しては、いまだにこの「セントラルアーム式」を採用していることから、開発されてから20年以上を経過した現在でも、非常に信頼性の高いサスペンションであるといえる。